# Звучна ретрофлексна странична приблизителна съгласна
Звучната ретрофлексна странична приблизителна съгласна е вид съгласен звук, използван в някои говорими езици. В Международната фонетична азбука той се отбелязва със символа ʎ. Той е много близък до българския мек звук, обозначаван със „л“ (в позиции със смекчаване – пред „е“, „и“, „ю“, „я“ или „ь“), но с учленение с извиване на езика назад.
Звучната ретрофлексна странична приблизителна съгласна се използва в езици като френски (belle jambe, [bɛɭ ʒɑ̃b]) и шведски (sorl, [soːɭ]).